# 克里夫奇克
48°48′37″N 26°49′49″E / 48.81028°N 26.83028°E
克里夫奇克（羅馬化：Kryvchyk）是位於烏克蘭西部赫梅利尼茨基州卡緬涅茨-波多利斯基區杜納伊夫齊市鎮的村莊，始建於1493年，面積2.94平方公里，海拔高度281米，2001年人口609，人口密度每平方公里207.5人。